# Hardtner (Kansas)
Hardtner é uma cidade localizada no estado americano de Kansas, no Condado de Barber.

## Demografia
Segundo o censo americano de 2000, a sua população era de 199 habitantes.
Em 2006, foi estimada uma população de 190, um decréscimo de 9 (-4.5%).

## Geografia
De acordo com o United States Census Bureau tem uma área de
0,8 km², dos quais 0,8 km² cobertos por terra e 0,0 km² cobertos por água. Hardtner localiza-se a aproximadamente 434 m acima do nível do mar.

## Localidades na vizinhança
O diagrama seguinte representa as localidades num raio de 24 km ao redor de Hardtner.